# Герб Нижанковичів
Герб Нижанковичів — офіційний символ селища Нижанковичі, Самбірського району Львівської області, затверджений 25 жовтня 2002 року рішенням сесії Нижанковицької селищної ради.
Автор — А. Гречило.

## Опис
У синьому полі на срібній вигнутій основі стоїть золотий олень, обабіч нього — по золотій 8-променевій зірці.

## Зміст

Герб Нижанковичів з ХІХ ст.

Для герба використано сюжет із давнього символа містечка, відомого ще з печаток ХVІ ст.